# Poimenesperus zebra
Poimenesperus zebra är en skalbaggsart som beskrevs av Konrad Fiedler 1939. Poimenesperus zebra ingår i släktet Poimenesperus och familjen långhorningar. Inga underarter finns listade i Catalogue of Life.